# Еесмяе
Е́есмяе (ест. Ääsmäe küla) — село в Естонії, у волості Сауе повіту Гар'юмаа.

## Населення
Чисельність населення на 31 грудня 2011 року становила 711 осіб.